# Сетров, Михаил Иванович
Михаил Иванович Сетров (род. 1 октября 1932, деревня Конечек, Псковский район, Ленинградская область, РСФСР, СССР) — советский, российский учёный, философ, методолог науки; создатель функциональной теории организации; стоял у истоков философского осмысления кибернетических исследований в Советском Союзе. В «системном движении» не только развил и описал (на основе принципа Ле-Шателье) механизм поддержания функционирования системы в заданных параметрах путём «нейтрализации дисфункций», но и раскрыл механизм развития сложно-организованной системы на основе «регулятивного сосредоточения функций». Сформулировал критерии степени и высоты организованности системы; развил исследования сигнального характера информационного взаимодействия; внёс существенный вклад в философское осмысление понятия «информация» на основе теории отражения. Является классическим примером учёного, последовательно использующего диалектический метод мышления.

## Биография
Родился в крестьянской семье Ивана Петровича Сетрова и Ольги Фёдоровны Сетровой (в девичестве Малышевой). В 1935 г. семья переехала из деревни Конечек на станцию Поповка в 30 км от Ленинграда. В 1938 г. поступил в школу. В сентябре 1941 г. Поповку оккупировали немцы, и отец, Иван Петрович Сетров, был расстрелян как коммунист. Осиротевшая семья вернулась в деревню Конечек. В 1943 г. отступавшие фашисты отправили мать с сыном в трудовой лагерь под Берлином. В 1945 г. они были освобождены Красной Армией, переехали на жительство в Ленинград.
В 1948 году Михаил вступил в ряды ВЛКСМ. В том же году окончил семь классов в ленинградской школе № 256 и поступил работать киномехаником. В 1949 г. устроился работать в геофизической экспедиции на Кольском полуострове, сначала рабочим, позже — вычислителем. В 1951 г. становится начальником комсомольского геофизического разведотряда на Алтае.
С 1952 г. до 1956 г. проходил военную службу на Дальнем Востоке. После демобилизации вернулся в Ленинград и поступил рабочим-фрезеровщиком на военный завод, одновременно став учащимся заводской вечерней школы. В этот период был избран комсоргом цеха. В 1959 г., после окончания 10-го класса, поступил на биологический цикл философского факультета Ленинградского государственного университета. Руководителем дипломной работы был Кирилл Михайлович Завадский, доктор биологических наук, профессор, заслуженный учёный СССР.
В 1963г, после окончания университета, становится аспирантом Ленинградской кафедры философии Академии наук СССР. В 1965 году вступает в члены КПСС. В 1967 г. защищает кандидатскую диссертацию. В 1971 г. опубликована первая монография — «Организация биосистем», в которой впервые было открыто признано, что тектология А.А. Богданова (Малиновского) была первым вариантом общенаучной системной концепции и предвосхитила ряд выводов кибернетики. В 1973 г. защищает докторскую диссертацию по теме: «Методологические принципы теории организации». Оппонентами выступили К. М. Завадский, И. Т. Фролов (главный редактор журнала «Вопросы философии» в то время), С. Т. Мелюхин (декан философского факультета МГУ). Несмотря на их поддержку диссертация была задержана с утверждением в комиссии ВАК на три года как «немарксистская».
В 1977 г. переезжает на работу в Кавказский государственный биосферный заповедник заместителем директора по научной работе. В 1981 г. принимает предложение Одесского государственного университета возглавить созданную кафедру философии естественных факультетов и переезжает в Одессу. В период 1981—1988 под редакцией М. И. Сетрова выходят в свет несколько коллективных монографий, он руководит подготовкой аспирантов (например, Л. М. Расколотько, тема работы «Философский анализ функциональной концепции времени»,1983 г.)
В 1991 г., в связи с политическими изменениями, М. И. Сетров возвращается на работу в Кавказский государственный заповедник руководителем научного отдела. В 1993 г. про Сетрова М. И. снят фильм сочинским телевидением «Встреча для вас» (автор программы — журналист Ксения Коваленко, режиссёр Райдугина, эфир прошел 11.03.93). В этой встрече с молодежью М. И. Сетров в том числе сказал, что идеалом учёного он считает К.Маркса. Высказался о своём отношении к религии, об экологических и социальных проблемах. В том же году под его руководством разработано и опубликовано в Сочи пособие для работников охраны заповедника «Спутник наблюдателя», а в 1994 г. — коллективная монография «Заповедная экологическая пирамида». По «сокращению штатов» М. И. Сетров был уволен из заповедника. Вскоре он становится проректором филиала московского института экономики и предпринимательства в Сочи. В 1995 г. перешел на научную работу — стал главным научным сотрудником Сочинского научно-исследовательского центра РАН, где и работает в настоящее время.
М. И. Сетров — участник многочисленных отечественных и зарубежных конференций и конгрессов, автор 5 монографий и более чем 200 статей, редактор многих коллективных трудов.
Под руководством М. И. Сетрова, на основе его теоретических разработок, проводились работы по созданию динамической модели биоценоза, автоматизированной системы экспертной оценки новой техники, вербально-математической модели «совершенного НИИ», работал Всесоюзный семинар по разработке общей теории организации.

## Награды
Золотая медаль Министерства Высшего образования СССР (1963 г.) за дипломную работу, посвящённую анализу соотношения системных концепций.
Юбилейные медали «Непокоренные» малолетним узникам фашизма (1995) (2000)

## Научные труды

### Монографии
1. Общие принципы организации систем и их методологическое значение. Л., «Наука», 1971.
2. Организация биосистем. Л., «Наука», 1971.
3. Основы функциональной теории организации. Л., «Наука», 1972. — 164с.
4. Информационные процессы в биологических системах. Л., «Наука», 1975.
5. Белая книга о России. Историческая миссия России и парадоксы её истории (том 1). Сочинский научно-исследовательский центр, 2007.ISBN 5887112875, 9785887112879

### Важнейшие статьи
1. Значение общей теории систем Л.Берталанфи для биологии. Сб. «Философские проблемы современной биологии». Л., «Наука», 1966.
2. О критерии организованности в биологии. Журнал «Философские науки», № 1, 1967.
3. Об общих элементах тектологии А.Богданова, кибернетики и теории систем. — Ученые записки кафедр общественных наук вузов Ленинграда. Философия, выпуск 8. 1967.
4. Информация и организованность. Сб. материалов Конференции МГУ. М., 1967.
5. Методологические принципы построения единой организационной теории. Журнал «Вопросы философии», № 5, 1969.(переведены на немецкий и польский языки)
6. Степень и высота организации систем. — В кн. Системные исследования. Ежегодник. М., 1969.
7. О сущности информации. Труды СЗПИ № 2, 1970.
8. Единство генетики и эмбриологии в свете принципа системности. Сб. «Методологические проблемы взаимодействия наук». Л., «Наука», 1970.
9. Принцип системности и его основные понятия. В кн. «Проблемы методологии системного исследования», М., «Мысль», 1970.
10. Общие принципы организации систем и проблемы совершенствования технических устройств. Сб. «Проблемы деятельности научного коллектива». М., 1971.
11. Проблемы разработки функциональной теории организации. Материалы ХШ международного конгресса по истории науки. М., «Наука», 1971.
12. Взаимосвязь основных иерархических рядов организации живого. — В кн. «Развитие концепции структурных уровней биологии». М., «Наука», 1972.
13. Специфика системно-организационного подхода. Сб. «Методологические проблемы теории организации». Л., «Наука», 1976.
14. Понятие энергии и его роль в современной науке. В книге «Моделирование электроэнергетических систем». Таллин, 1977.
15. Энергетический аспект организации систем. Журнал «Вопросы кибернетики», № 32, 1977.
16. Организация и эволюция. Советско-болгарский сборник, 1978.
17. Системно-организационное моделирование заповедных биоценозов. Сб. «Методологические проблемы организации биосистем». Л., «Наука», 1978.